# Sawa (Andrić)
Sawa, imię świeckie Dragoslav Andrić (ur. 14 maja 1939 w Duškovcach, zm. 2 grudnia 1993 w Požarevcu) – serbski biskup prawosławny.

## Życiorys
Ukończył seminarium duchowne św. Sawy w Belgradzie oraz studia teologiczne na Uniwersytecie Belgradzkim. Jego postrzyżyny mnisze odbyły się w monasterze Gornjak, zaś na hierodiakona wyświęcił go biskup braniczewski Chryzostom. Służył jako hipodiakon przy biskupach braniczewskim Chryzostomie oraz banackim Wissarionie. W 1982, jeszcze przed przyjęciem święceń kapłańskich, został nominowany na biskupa morawickiego, wikariusza archieparchii belgradzkiej. W związku z tą decyzją 22 maja 1982 przyjął je z rąk biskupa szumadijskiego Sawy. W tym samym dniu otrzymał godność protosyncellusa (protosyngla).
20 czerwca 1982 w soborze św. Michała Archanioła w Belgradzie został wyświęcony na biskupa. Dwa lata później objął katedrę vrańską, zaś w 1991 został biskupem braniczewskim. Zmarł dwa lata później i został pochowany na terenie soboru katedralnego w Požarevcu.